# Природно-заповідний фонд Львова
Приро́дно-запові́дний фонд Льво́ва — об'єкти природно-заповідного фонду України, розташовані у місті Львові. Таких налічується 32. 
З них:
- 24 ботанічні пам'ятки природи
- 3 ботанічних сади, з яких 2 — загальнодержавного значення, 1 — місцевого
- 3 парки-пам'ятки садово-паркового мистецтва, з яких 2 — загальнодержавного значення, 1 — місцевого
- 1 регіональний ландшафтний парк
- 2 геологічні пам'ятки природи

## Перспективні заповідні об'єкти
Запропоновано надати статус пам'яток природи ще кілька об'єктам:
- Група дерев Метасеквоя на вул. А. Вахнянина, 29.
- Гінкго дволопатеве на вул. Шота Руставелі, 5.

## Втрачені природоохоронні об'єкти Львова
Модрина європейська, Псевдотсуга, Сосна веймутова, Ясен білоцвітний.